# Liste des sites classés et inscrits du Tarn
Cet article recense les sites classés et inscrits dans le Tarn, en France.

## Liste

### Sites classés
La liste suivante recense les sites classés du Tarn.
| Site                                                                  | Communes                       | Date             | Superficie (ha) | Notes | Coordonnées                 | Photo |
| --------------------------------------------------------------------- | ------------------------------ | ---------------- | --------------- | --- | --------------------------- | ----- |
| Boulevard Général Sibille                                             | Albi                           | 24 mars 1925     | 1,66            | | 43° 55′ 36″ N, 2° 08′ 34″ E |       |
| Chapelle Saint-Jean-Baptiste de Montferrier et cimetière              | Ambres                         | 17 juin 1943     | 0,28            | | 43° 44′ 02″ N, 1° 51′ 39″ E |       |
| Château et domaine du Cayla                                           | Andillac, Cahuzac-sur-Vère     | 28 janvier 1946  | 27,56           | | 44° 00′ 37″ N, 1° 53′ 56″ E |       |
| Hêtres du château de Ramondens                                        | Arfons                         | 20 octobre 1923  | 0,24            | | 43° 23′ 55″ N, 2° 12′ 33″ E |       |
| Paysages du système d'alimentation du canal du Midi                   | Arfons, Les Cammazes, Sorèze   | 13 janvier 2022  | 3 892,36        | Le site s'étend sur les départements de l'Aude (Airoux, Labastide-d'Anjou, Lacombe, La Pomarède, Les Brunels, Les Cassés, Montferrand, Montmaur, Saint-Paulet, Saissac, Soupex et Villemagne) et de Haute-Garonne (Revel, Saint-Félix-Lauragais et Vaudreuille). | 43° 24′ 23″ N, 1° 59′ 46″ E |       |
| Rigole de la montagne                                                 | Arfons, Les Cammazes           | 8 octobre 1996   | 118,32          | Le site s'étend sur le département de l'Aude (Saissac et Villemagne) | 43° 23′ 36″ N, 2° 09′ 17″ E |       |
| Cascades d'Arifat                                                     | Arifat                         | 20 octobre 1941  | 0,53            | Ensemble des cascades d'Arifat, ainsi qu'une bande de terrain de 5 m à partir des rives du ruisseau. | 43° 46′ 27″ N, 2° 19′ 48″ E |       |
| Rochers tremblants de Burlats                                         | Burlats                        | 31 octobre 1912  | 0,03            | | 43° 37′ 53″ N, 2° 19′ 42″ E |       |
| Rocs du Cantagal et de la Rouquette                                   | Burlats                        | 10 octobre 1921  | 0,03            | | 43° 36′ 49″ N, 2° 19′ 45″ E |       |
| Rigole de la plaine et Laudot                                         | Les Cammazes, Sorèze           | 16 octobre 2001  | 243,15          | Le site s'étend sur les départements de l'Aude (Airoux, Les Brunels, Les Cassés, Labastide-d'Anjou, Montferrand, Montmaur, La Pomarède, Saint-Paulet et Soupex) et de Haute-Garonne (Revel, Saint-Félix-Lauragais et Vaudreuille).                               | 43° 25′ 15″ N, 1° 57′ 59″ E |       |
| Chêne des Massiottes                                                  | Castelnau-de-Montmiral         | 20 juillet 1923  | 0,03            | | 43° 58′ 21″ N, 1° 48′ 37″ E |       |
| Pin de la Baraque                                                     | Castelnau-de-Montmiral         | 16 décembre 1930 | 0,03            | Pin parasol situé dans la forêt domaniale de Grésigne, au lieu-dit « La Baraque ». | 44° 01′ 13″ N, 1° 45′ 57″ E |       |
| Église Saint-Vaast et ses abords                                      | Coufouleux                     | 28 février 1944  | 1,39            | | 43° 46′ 21″ N, 1° 42′ 58″ E |       |
| Plateau du Calel, oppidum de Berniquaut, réseau de la grotte du Calel | Durfort, Saint-Amancet, Sorèze | 13 février 2002  | 771,63          | | 43° 26′ 32″ N, 2° 05′ 23″ E |       |
| Ormeau                                                                | Faussergues                    | 31 octobre 1912  | 0,02            | L'arbre est situé sur la place de la Tolérance, devant l'église ; | 44° 02′ 18″ N, 2° 26′ 22″ E |       |
| Roc de Peyremourou                                                    | Fontrieu                       | 10 octobre 1921  | 0,03            | | 43° 40′ 06″ N, 2° 25′ 48″ E |       |
| Chêne de Lacalm                                                       | Le Fraysse                     | 31 octobre 1912  | 0,02            | L'arbre est situé sur la place du village de Lacalm. | 43° 54′ 33″ N, 2° 26′ 06″ E |       |
| Parc d'Hutaud                                                         | Gaillac                        | 17 décembre 1934 | 4,86            | | 43° 53′ 42″ N, 1° 53′ 54″ E |       |
| Moulin de Lézignac et ses abords                                      | Graulhet                       | 24 décembre 1943 | 2,53            | | 43° 46′ 10″ N, 1° 57′ 55″ E |       |
| Bloc de Peyro-Clabado                                                 | Lacrouzette                    | 31 octobre 1912  | 0,03            | | 43° 39′ 36″ N, 2° 21′ 50″ E |       |
| Bloc de Peyro-Clabado - abords                                        | Lacrouzette                    | 8 mai 1946       | 1,13            | Classement des terrains situés dans un rayon de 60 m autour du rocher. | 43° 39′ 36″ N, 2° 21′ 50″ E |       |
| Cabane au Loup                                                        | Lacrouzette                    | 11 janvier 1922  | 0,03            | | 43° 40′ 08″ N, 2° 22′ 44″ E |       |
| Roc du Chapeau de Curé                                                | Lacrouzette                    | 11 janvier 1922  | 0,03            | | 43° 40′ 03″ N, 2° 22′ 51″ E |       |
| Roc de Maurel                                                         | Lacrouzette                    | 10 octobre 1921  | 0,03            | | 43° 39′ 05″ N, 2° 21′ 35″ E |       |
| Roc de l'Oie                                                          | Lacrouzette                    | 23 mai 1912      | 0,03            | | 43° 40′ 06″ N, 2° 23′ 23″ E |       |
| Roc du Rouge                                                          | Lacrouzette                    | 11 janvier 1922  | 0,03            | | 43° 40′ 24″ N, 2° 23′ 54″ E |       |
| Rocher de la Barque                                                   | Lacrouzette                    | 23 mai 1912      | 0,03            | | 43° 39′ 26″ N, 2° 21′ 21″ E |       |
| Château et moulin du Gua                                              | Lescout                        | 25 mars 1976     | 12,14           | | 43° 32′ 09″ N, 2° 06′ 03″ E |       |
| Château de Milhars                                                    | Milhars                        | 12 mai 1943      | 0,51            | | 44° 07′ 39″ N, 1° 52′ 37″ E |       |
| Château de Thuriès et éperon rocheux                                  | Pampelonne                     | 25 octobre 1919  | 11,07           | | 44° 07′ 29″ N, 2° 15′ 37″ E |       |
| Monument aux morts du maquis d'Ornano                                 | Penne                          | 29 juin 1948     | 0,45            | | 44° 06′ 17″ N, 1° 42′ 05″ E |       |
| Village de Penne                                                      | Penne                          | 11 avril 1944    | 0,11            | La protection concerne plusieurs immeubles du village. | 44° 04′ 40″ N, 1° 43′ 40″ E |       |
| Village de Puycelci                                                   | Puycelsi                       | 22 novembre 1945 | 0,44            | La protection concerne les façades et toitures de plusieurs immeubles. | 43° 59′ 36″ N, 1° 42′ 34″ E |       |
| Trois tilleuls                                                        | Saint-Amans-Valtoret           | 15 février 1918  | 0,06            | Les tilleuls, bicentenaires au moment du classement, sont situés sur le terrain du château de Saint-Amans-Valtoret. | 43° 28′ 53″ N, 2° 29′ 23″ E |       |
| Propriétés du Sidobre                                                 | Saint-Salvy-de-la-Balme        | 2 décembre 1968  | 5,55            | Quatre propriétés situées vers le hameau de Ruscayrolles. | 43° 36′ 12″ N, 2° 21′ 12″ E |       |
| Roc et grotte de la Balme                                             | Saint-Salvy-de-la-Balme        | 10 octobre 1921  | 0,06            | | 43° 36′ 29″ N, 2° 23′ 39″ E |       |
| Roc de Casse-Cailloux                                                 | Saint-Salvy-de-la-Balme        | 9 mars 1932      | 0,03            | | 43° 36′ 27″ N, 2° 21′ 55″ E |       |
| Roc de Lascombes                                                      | Saint-Salvy-de-la-Balme        | 10 octobre 1921  | 0,03            | | 43° 36′ 57″ N, 2° 21′ 50″ E |       |
| Rochers des Jumeaux Lebadie                                           | Saint-Salvy-de-la-Balme        | 10 octobre 1921  | 0,03            | | 43° 36′ 29″ N, 2° 21′ 12″ E |       |
| Ravin avec murailles et tours                                         | Saint-Sulpice-la-Pointe        | 15 février 1918  | 0,48            | | 43° 46′ 35″ N, 1° 41′ 05″ E |       |
| Ormeau                                                                | Sorèze                         | 31 octobre 1912  | 0,02            | Arbre situé sur la place devant l'église | 43° 27′ 14″ N, 2° 04′ 05″ E |       |

### Sites inscrits

#### Sites actuels
La liste suivante recense les sites inscrits du Tarn en 2024.
| Site                                                                          | Communes                                                                                    | Date              | Superficie (ha) | Notes | Coordonnées                 | Photo |
| ----------------------------------------------------------------------------- | ------------------------------------------------------------------------------------------- | ----------------- | --------------- | --- | --------------------------- | ----- |
| Bosquet de cyprès du cimetière du centre hospitalier                          | Albi                                                                                        | 3 juillet 1942    | 0,2             | | 43° 55′ 36″ N, 2° 08′ 31″ E |       |
| Plan d'eau du Tarn                                                            | Albi                                                                                        | 30 juin 1942      | 63,27           | L'inscription concerne le plan d'eau, ses berges, les ponts et barrages, et les immeubles situés à l'intérieur du périmètre protégé.                                                                                         | 43° 55′ 44″ N, 2° 08′ 28″ E |       |
| Zone paysagère autour de Cordes-sur-Ciel                                      | Les Cabannes, Cordes-sur-Ciel, Livers-Cazelles, Mouzieys-Panens, Saint-Marcel-Campes, Souel | 18 mars 1976      | 2 414,03        | | 44° 04′ 16″ N, 1° 57′ 21″ E |       |
| Boucle du Tarn                                                                | Ambialet, Courris, Saint-Cirgue                                                             | 9 janvier 1948    | 243,32          | L'inscription concerne la boucle du Tarn, ses abords, la presqu'île formée par la boucle, le prieuré, le village d'Ambialet et les ruines qui le dominent.                                                                   | 43° 56′ 58″ N, 2° 22′ 47″ E |       |
| Chapelle Saint-Eugène                                                         | Ambres                                                                                      | 22 octobre 1942   | 0,21            | L'inscription concerne la chapelle, ainsi que le sol et les plantations qui l'entourent. | 43° 43′ 57″ N, 1° 50′ 36″ E |       |
| Chapelle Saint-Jean de la Commanderie et cimetière                            | Ambres                                                                                      | 11 novembre 1942  | 0,52            | | 43° 43′ 30″ N, 1° 47′ 48″ E |       |
| Chapelle Sainte-Cécile                                                        | Ambres                                                                                      | 23 octobre 1942   | 0,11            | L'inscription conerne la chapelle, son cimetière et les plantations de cyprès. | 43° 43′ 29″ N, 1° 50′ 34″ E |       |
| Village d'Ambres                                                              | Ambres                                                                                      | 25 février 1943   | 17,66           | | 43° 43′ 57″ N, 1° 48′ 53″ E |       |
| Cascades d'Arifat                                                             | Arifat                                                                                      | 17 février 1975   | 33,74           | L'inscription concerne le site des cascades ; les cascades en elles-mêmes forment un site classé. | 43° 46′ 13″ N, 2° 19′ 22″ E |       |
| Massif du Sidobre                                                             | Le Bez, Burlats, Fontrieu, Lacrouzette, Saint-Salvy-de-la-Balme, Vabre                      | 1er juillet 1970  | 7 710,29        | Le site inscrit recouvre plusieurs sites inscrits plus petits. | 43° 38′ 06″ N, 2° 23′ 02″ E |       |
| Rocher tremblant de la Brescarie                                              | Le Bez                                                                                      | 29 octobre 1941   | 0,21            | | 43° 38′ 19″ N, 2° 25′ 48″ E |       |
| Rives de l'Agout                                                              | Brassac                                                                                     | 24 juillet 1946   | 16,44           | | 43° 37′ 44″ N, 2° 29′ 48″ E |       |
| Pins parasol, maison bâtie et abords                                          | Brens                                                                                       | 14 mars 1944      | 0,13            | L'inscription concerne deux pins parasol, la maison bâtie auprès de ceux-ci et leurs abords. | 43° 53′ 18″ N, 1° 54′ 17″ E |       |
| Rive gauche du Tarn et plan d'eau                                             | Brens                                                                                       | 24 février 1944   | 3,39            | L'inscription concerne la rive gauche de la rivière, qui fait face au parc d'Hutaud, un site classé de la commune de Gaillac ; elle se situe au niveau du lieu-dit de Port Bas.                                              | 43° 53′ 40″ N, 1° 53′ 42″ E |       |
| Vieille porte, tour et jardins qui les bordent à l'ouest                      | Brens                                                                                       | 24 décembre 1943  | 0,1             | | 43° 53′ 22″ N, 1° 54′ 33″ E |       |
| Quartier Saint-Michel et rive droite du Tarn                                  | Brens, Gaillac                                                                              | 19 octobre 1942   | 3,16            | L'inscription concerne le plan d'eau et les berges du Tarn au niveau du pont reliant les deux communes et, à Gaillac, les places Eugénie-de-Guérin et Saint-Michel, et les rues de Toulouse-Lautrec et des Pénitents-Blancs. | 43° 53′ 50″ N, 1° 53′ 44″ E |       |
| Place à couverts                                                              | Briatexte                                                                                   | 30 décembre 1943  | 0,5             | L'inscription concerne la place et les façades et toitures des immeubles qui la bordent. | 43° 45′ 06″ N, 1° 54′ 26″ E |       |
| Vieux moulin sur le Dadou et ses abords                                       | Briatexte                                                                                   | 14 janvier 1944   | 0,17            | | 43° 45′ 05″ N, 1° 54′ 18″ E |       |
| Roc de Baptistou                                                              | Burlats                                                                                     | 29 octobre 1941   | 0,45            | | 43° 36′ 53″ N, 2° 19′ 33″ E |       |
| Roc Fendu                                                                     | Burlats                                                                                     | 29 octobre 1941   | 0,2             | | 43° 37′ 58″ N, 2° 23′ 28″ E |       |
| Rocher tremblant de Campsoleil                                                | Burlats                                                                                     | 29 octobre 1941   | 0,2             | | 43° 38′ 14″ N, 2° 20′ 00″ E |       |
| Rocher tremblant de la Rouquette                                              | Burlats                                                                                     | 29 octobre 1941   | 0,2             | | 43° 36′ 51″ N, 2° 19′ 48″ E |       |
| Rocher tremblant de Sept Faux                                                 | Burlats                                                                                     | 29 octobre 1941   | 0,2             | | 43° 37′ 59″ N, 2° 23′ 28″ E |       |
| Rochers tremblants des Jumeaux Bienvenus                                      | Burlats                                                                                     | 29 octobre 1941   | 0,2             | | 43° 37′ 47″ N, 2° 23′ 24″ E |       |
| Rochers tremblants des Jumeaux Valat                                          | Burlats                                                                                     | 29 octobre 1941   | 0,2             | | 43° 38′ 05″ N, 2° 23′ 26″ E |       |
| Bois et landes du bassin du Merle et ses abords                               | Burlats, Lacrouzette                                                                        | 2 février 1944    | 88,65           | | 43° 38′ 45″ N, 2° 23′ 09″ E |       |
| Chaos de rochers du Lézert et abords du moulin de Sirventou                   | Burlats, Saint-Salvy-de-la-Balme                                                            | 2 février 1944    | 77,14           | | 43° 36′ 59″ N, 2° 20′ 00″ E |       |
| Église Sainte-Cécile du Carla, cimetière et couronne de cyprès                | Castelnau-de-Lévis                                                                          | 3 décembre 1942   | 0,15            | | 43° 55′ 33″ N, 2° 02′ 49″ E |       |
| Village de Castelnau-de-Levis                                                 | Castelnau-de-Lévis                                                                          | 8 mars 1943       | 31,46           | | 43° 56′ 17″ N, 2° 05′ 01″ E |       |
| Village de Castelnau-de-Montmiral                                             | Castelnau-de-Montmiral                                                                      | 16 mars 1943      | 23,67           | | 43° 57′ 56″ N, 1° 49′ 11″ E |       |
| Gorges de l'Aveyron et vallée de la Vère                                      | Larroque, Montrosier, Penne, Puycelsi                                                       | 19 février 1985   | 9 421,51        | Le site s'étend également sur le Tarn-et-Garonne (Bruniquel, Cazals, Feneyrols, Montricoux, Saint-Antonin-Noble-Val, Varen)                                                                                                  | 44° 04′ 53″ N, 1° 43′ 46″ E |       |
| Centre historique                                                             | Castres                                                                                     | 18 février 1976   | 89,16           | | 43° 36′ 18″ N, 2° 14′ 30″ E |       |
| Rives de l'Agout                                                              | Castres                                                                                     | 5 mars 1943       | 36,65           | | 43° 36′ 04″ N, 2° 14′ 33″ E |       |
| Église Saint-Pierre de Saint-Pierre-de-Bracou et ses abords                   | Coufouleux                                                                                  | 3 février 1944    | 0,71            | | 43° 49′ 24″ N, 1° 44′ 11″ E |       |
| Église Saint-Vaast et ses abords                                              | Coufouleux                                                                                  | 4 mars 1943       | 2,09            | Le site est également en partie classé. | 43° 46′ 21″ N, 1° 42′ 57″ E |       |
| Rives du Tarn, façades et toitures des maisons riveraines                     | Coufouleux, Rabastens                                                                       | 16 février 1944   | 28,22           | | 43° 49′ 17″ N, 1° 43′ 34″ E |       |
| Arcades de l'avenue du Maquis                                                 | Dourgne                                                                                     | 18 janvier 1946   | 0,01            | | 43° 29′ 05″ N, 2° 08′ 22″ E |       |
| Site de Ferrières                                                             | Fontrieu                                                                                    | 24 mars 1982      | 170,09          | | 43° 39′ 42″ N, 2° 26′ 35″ E |       |
| Abside de l'église Saint-Pierre et ses abords                                 | Gaillac                                                                                     | 9 novembre 1942   | 0,14            | | 43° 53′ 58″ N, 1° 53′ 53″ E |       |
| Église Saint-Pierre de Vors et cimetière qui l'entoure                        | Gaillac                                                                                     | 22 octobre 1942   | 0,07            | | 43° 56′ 32″ N, 1° 51′ 32″ E |       |
| Place d'Hautpoul                                                              | Gaillac                                                                                     | 22 avril 1971     | 1,34            | Sol de la place, façades et toitures des immeubles. | 43° 54′ 04″ N, 1° 53′ 50″ E |       |
| Place Thiers                                                                  | Gaillac                                                                                     | 9 juin 1942       | 0,52            | Sol, fontaine, façades, élévations et toitures des immeubles. | 43° 53′ 55″ N, 1° 53′ 48″ E |       |
| Quartier du Peyriac                                                           | Gaillac                                                                                     | 31 décembre 1942  | 0,28            | | 43° 53′ 57″ N, 1° 53′ 46″ E |       |
| Rue Cabrol avec ses ruisseaux et les immeubles bâtis                          | Gaillac                                                                                     | 3 mars 1943       | 0,42            | | 43° 53′ 48″ N, 1° 53′ 51″ E |       |
| Rue du Château-du-Roy (partie Ouest) et petite rue du Mercat                  | Gaillac                                                                                     | 21 novembre 1942  | 0,11            | | 43° 53′ 53″ N, 1° 53′ 50″ E |       |
| Rue du château-du-Roy et place Boutge                                         | Gaillac                                                                                     | 13 novembre 1942  | 0,31            | | 43° 53′ 48″ N, 1° 53′ 54″ E |       |
| Chapelle Saint-Pierre et ses abords                                           | Giroussens                                                                                  | 9 décembre 1942   | 1,95            | | 43° 46′ 12″ N, 1° 49′ 39″ E |       |
| Église Saint-Cyriaque avec ses abords                                         | Giroussens                                                                                  | 3 décembre 1942   | 0,92            | | 43° 44′ 51″ N, 1° 48′ 06″ E |       |
| Moulin de la Ramière, chute d'eau et leurs abords                             | Giroussens                                                                                  | 3 décembre 1942   | 0,49            | | 43° 44′ 49″ N, 1° 49′ 29″ E |       |
| Place publique et rives de l'Agout                                            | Giroussens                                                                                  | 10 décembre 1942  | 13,96           | | 43° 45′ 53″ N, 1° 46′ 16″ E |       |
| Ruines de la chapelle des Sept-Fages, cimetière et petit bois qui l'entoure   | Giroussens                                                                                  | 10 décembre 1942  | 0,21            | | 43° 45′ 02″ N, 1° 50′ 24″ E |       |
| Église Notre-Dame-des-Vignes et ses abords                                    | Graulhet                                                                                    | 18 janvier 1944   | 0,17            | | 43° 45′ 28″ N, 1° 58′ 25″ E |       |
| Quartier de Panessac                                                          | Graulhet                                                                                    | 4 juillet 1972    | 0,61            | | 43° 45′ 46″ N, 1° 59′ 20″ E |       |
| Château haut et son parc                                                      | Guitalens-L'Albarède                                                                        | 11 septembre 1972 | 7,11            | | 43° 38′ 31″ N, 2° 02′ 32″ E |       |
| Agout et ses rives                                                            | Labastide-Saint-Georges, Lavaur                                                             | 9 mars 1943       | 37,34           | | 43° 42′ 01″ N, 1° 49′ 22″ E |       |
| Rue Castelmouton et point de vue sur le clocher                               | Labruguière                                                                                 | 19 mars 1946      | 0,43            | | 43° 32′ 25″ N, 2° 15′ 45″ E |       |
| Rue de la Juiverie, rue des Lombarts et vieille halle                         | Labruguière                                                                                 | 2 mars 1946       | 0,53            | | 43° 32′ 20″ N, 2° 15′ 47″ E |       |
| Chaos rocheux du Bridou et rochers du Pradel                                  | Lacrouzette                                                                                 | 2 février 1944    | 34,56           | | 43° 39′ 14″ N, 2° 20′ 58″ E |       |
| Rocher des Trois-Fromages                                                     | Lacrouzette                                                                                 | 29 octobre 1941   | 0,2             | | 43° 40′ 15″ N, 2° 23′ 14″ E |       |
| Rocher tremblant et tables de la Fuzayrie                                     | Lacrouzette                                                                                 | 29 octobre 1941   | 0,2             | | 43° 39′ 57″ N, 2° 22′ 45″ E |       |
| Point de vue des Trois-Viaducs                                                | Lacrouzette, Montredon-Labessonnié, Vabre                                                   | 2 février 1944    | 41,21           | | 43° 40′ 45″ N, 2° 24′ 18″ E |       |
| Rue de la Brèche et immeubles qui la bordent                                  | Lavaur                                                                                      | 4 mars 1943       | 0,36            | | 43° 41′ 51″ N, 1° 49′ 08″ E |       |
| Rue du Palais et immeubles qui la bordent                                     | Lavaur                                                                                      | 17 mars 1943      | 0,32            | | 43° 41′ 59″ N, 1° 49′ 11″ E |       |
| Rue Jouxaigues                                                                | Lavaur                                                                                      | 22 octobre 1942   | 0,09            | Chaussée, façades, élévations et toitures des immeubles | 43° 41′ 53″ N, 1° 49′ 10″ E |       |
| Rue Valat-Viel                                                                | Lavaur                                                                                      | 22 octobre 1942   | 0,19            | Pavés, ruisseau, façades, élévations et toitures des immeubles | 43° 41′ 52″ N, 1° 49′ 02″ E |       |
| Chapelle Saint-Vincent d'Avens et ses abords                                  | Lisle-sur-Tarn                                                                              | 3 février 1944    | 0,27            | | 43° 52′ 26″ N, 1° 51′ 04″ E |       |
| Place Paul Saissac                                                            | Lisle-sur-Tarn                                                                              | 11 juillet 1942   | 1,47            | Fontaine, arbres, galeries, façades, élévations et toitures des immeubles | 43° 51′ 10″ N, 1° 48′ 37″ E |       |
| Vieux quartiers                                                               | Lisle-sur-Tarn                                                                              | 1er octobre 1970  | 15,76           | | 43° 51′ 09″ N, 1° 48′ 37″ E |       |
| Village d'Hautpoul et ses abords                                              | Mazamet                                                                                     | 17 mars 1994      | 354,03          | | 43° 28′ 27″ N, 2° 22′ 43″ E |       |
| Vieux remparts et leurs abords                                                | Milhars                                                                                     | 6 mai 1943        | 0,09            | | 44° 07′ 38″ N, 1° 52′ 36″ E |       |
| Village de Monestiés                                                          | Monestiés                                                                                   | 25 juin 1973      | 17,86           | | 44° 04′ 18″ N, 2° 05′ 46″ E |       |
| Place Honorine Desplats                                                       | Montdragon                                                                                  | 24 décembre 1943  | 0,37            | Façades et toitures des immeubles avec leurs galeries | 43° 46′ 27″ N, 2° 06′ 13″ E |       |
| Chapelle Sainte-Sigolène, cimetière et cyprès                                 | Parisot                                                                                     | 21 novembre 1942  | 0,1             | | 43° 47′ 41″ N, 1° 50′ 39″ E |       |
| Rochers d'Anglars et abords                                                   | Penne                                                                                       | 4 mars 1943       | 392,89          | | 44° 08′ 28″ N, 1° 45′ 40″ E |       |
| Village de Penne, terrains à ses pieds, rocher surmonté des ruines du château | Penne                                                                                       | 11 avril 1944     | 16,18           | | 44° 04′ 40″ N, 1° 43′ 42″ E |       |
| Manoir et église Saint-Salvy                                                  | Puycalvel                                                                                   | 20 novembre 1951  | 0,28            | | 43° 40′ 48″ N, 2° 05′ 28″ E |       |
| Village de Puycelsi, rocher qui le supporte et ses abords                     | Puycelsi                                                                                    | 22 novembre 1945  | 11,31           | | 43° 59′ 34″ N, 1° 42′ 40″ E |       |
| Église Saint-Jean de Puycheval et ses abords                                  | Rabastens                                                                                   | 3 février 1944    | 0,08            | | 43° 48′ 38″ N, 1° 42′ 16″ E |       |
| Place à couverts et bords de l'Agout                                          | Roquecourbe                                                                                 | 31 décembre 1942  | 1,72            | | 43° 39′ 50″ N, 2° 17′ 34″ E |       |
| Gorges du Banquet                                                             | Saint-Amans-Valtoret, Le Vintrou                                                            | 20 novembre 1941  | 45,96           | | 43° 30′ 47″ N, 2° 28′ 20″ E |       |
| Église Saint-Pierre de Monestiers et ses abords                               | Saint-Gauzens                                                                               | 26 novembre 1942  | 0,41            | | 43° 45′ 06″ N, 1° 51′ 39″ E |       |
| Moulin de Saint-Pierre sur le Dadou et ses abords                             | Saint-Gauzens                                                                               | 3 décembre 1942   | 1,2             | | 43° 45′ 10″ N, 1° 51′ 44″ E |       |
| Plan d'eau du Dadou, moulin et plantations                                    | Saint-Gauzens                                                                               | 23 novembre 1942  | 1,44            | | 43° 45′ 00″ N, 1° 53′ 35″ E |       |
| Île située au confluent de l'Aveyron et du Viaur                              | Saint-Martin-Laguépie                                                                       | 26 janvier 1945   | 0,66            | | 44° 08′ 41″ N, 1° 58′ 04″ E |       |
| Rocher et ruines du château                                                   | Saint-Martin-Laguépie                                                                       | 14 juin 1946      | 0,46            | | 44° 08′ 33″ N, 1° 58′ 09″ E |       |
| Chaos de la Balme                                                             | Saint-Salvy-de-la-Balme                                                                     | 29 octobre 1941   | 10,53           | Zone de 25m autour de ces rochers | 43° 36′ 12″ N, 2° 23′ 41″ E |       |
| Moulin, église, immeubles et plan d'eau de l'Agout                            | Saïx                                                                                        | 23 octobre 1942   | 2,31            | | 43° 34′ 56″ N, 2° 11′ 04″ E |       |
| Bassin de Saint-Férréol et ses abords                                         | Sorèze                                                                                      | 7 février 1944    | 42,32           | L'inscription s'étend sur les départements de l'Aude (Les Brunels) et Haute-Garonne (Vaudreuille) | 43° 26′ 25″ N, 2° 02′ 08″ E |       |
| Éperon de Berniquaut                                                          | Sorèze                                                                                      | 18 novembre 1982  | 47,42           | | 43° 26′ 44″ N, 2° 04′ 24″ E |       |
| Village abandonné de Lasplanque                                               | Tanus                                                                                       | 2 juin 1946       | 5,71            | | 44° 07′ 31″ N, 2° 17′ 05″ E |       |
| Tour de la Roque                                                              | Terre-de-Bancalié                                                                           | 5 mai 1934        | 0,03            | | 43° 46′ 01″ N, 2° 18′ 54″ E |       |
| Château et ses abords                                                         | Vénès                                                                                       | 28 juillet 1944   | 0,6             | | 43° 43′ 43″ N, 2° 11′ 32″ E |       |

#### Anciens sites
Dix-huit sites, précédemment inscrits, ont été radiés en 2022 :
- Requalifiés en sites patrimoniaux remarquables :
  - Albi : 
    - Aîtres du cloître (inscrits par arrêté du 3 juillet 1942)
    - Cloître du palais de justice (3 juillet 1942)
    - Place Saint-Julien, érables, façades, élévations, toitures des maisons (3 juillet 1942)
    - Quartier Puech-Berenguier (3 juillet 1942)
    - Rue Porte-Neuve (3 juillet 1942)
    - Rue Saint-Étienne (3 juillet 1942)
    - Rue Sainte-Cécile (3 juillet 1942)
    - Rues de Saunal, des Nobles et Roquelaine (3 juillet 1942)
    - Place Sainte-Cécile et de l'Archevêché, abords de la cathédrale et du palais (21 décembre 1943)

  - Cordes-sur-Ciel :
    - Ville de Cordes (3 septembre 1943)
    - Petit pont de Cérou, abords et plan d'eau de la rivière (2 février 1944)

  - Lautrec : porte de la Caussade, remparts, abords, place du marché, couverts, maisons (20 juillet 1944)
  - Puylaurens : rue Foulinou, rue Cap de Castel, vestiges des remparts, château et ses abords (11 juin 1945)
  - Sorèze : ville ancienne (12 décembre 1975)

- Requalifiés en périmètres d'abords de monument historique :
  - Labastide-de-Lévis : village (6 novembre 1942)
  - Réalmont : place à arcades de l'église (15 octobre 1945)

- Requalifié en monument historique :
  - Saint-Urcisse : château et son parc (28 mai 1946)

- État de dégradation irréversible : 
  - Parisot : château de Vabre (20 novembre 1942)